# Slag bij Panium
De Slag bij Panium werd gestreden in 198 v.Chr. tussen de Seleuciden en de Ptolemeïsche krijgsmacht. De Seleuciden werden geleid door Antiochus III de Grote, terwijl de Ptolemeërs geleid werden door Scopas van Aetolia. De Seleuciden wonnen het gevecht beslissend.